# Wilbur Shaw

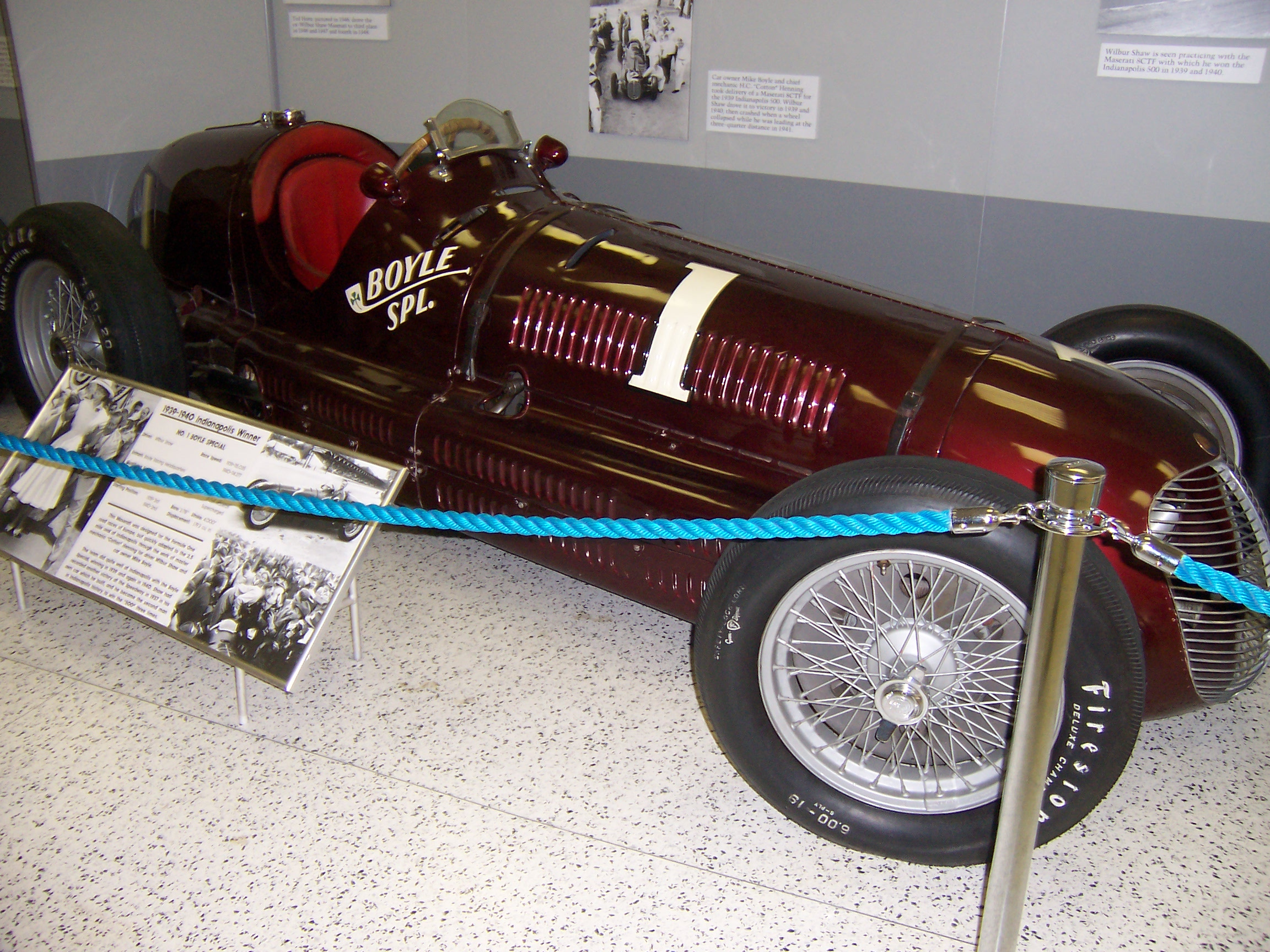
Maserati com que Wilbur Shaw ganhou as 500 Milhas de Indianápolis de 1939 e 1940.

Warren Wilbur Shaw (Shelbyville, Indiana, Estados Unidos, 31 de Outubro de 1902 - Decatur, Indiana, 30 de Outubro de 1954) foi um piloto de corridas americano. Ele ganhou três vitórias nas 500 milhas de Indianápolis em 1937, 1939 e 1940 e três segundos em 1933, 1935 e 1938. Além disso, ele conseguiu dois títulos no Campeonato Nacional da AAA em 1937 e 1939, segundos lugares no campeonato em 1938 e 1940 e a terceira, em 1929, 1933 e 1935. Ele ganhou seis vitórias e 12 pódios(top 3) em 38 corridas realizadas.
Além de sua atividade como piloto, Shaw serviu como piloto de testes da revista Popular Science. Além disso, convenceu o empresário Tony Hulman a comprar Indianapolis Motor Speedway em 1945 e reconstruí-lo para retornar para as 500 Milhas de Indianápolis. Shaw serviu como presidente do circuito de 1945 até 1954, quando ele morreu em um acidente de avião.

## Carreira
Shaw tinha sua primeira corrida de Autódromo de Hoosier em 1921. Depois de competir em ovais no meio-oeste dos Estados Unidos, estreou na AAA nas 500 milhas de Indianápolis em 1927, onde veio chegou em quarto com um carro de Miller. Em 1928 ele abandonou na volta 44 por falha mecânica; depois revezou em 30 voltas para Ray Keech, que chegou a terminar em quarto. O piloto disputou além de uma segunda corrida em Detroit.
Em 1929, o piloto de Indiana conseguiu quatro vitórias com Miller na AAA, embora apenas Detroit e Siracusa eram válidas para o campeonato. Isso foi o suficiente para ser terceiro no campeonato, atrás de Louis Meyer e Ray Keech.
O piloto correu em seis das sete datas de 1930 na AAA, sempre com o Miller. Ele alcançou vitórias em Detroit e Bridgeville e três sétimo lugares. Portanto, foi o sexto no campeonato.
Shaw passou a corrida com Duesenberg em 1931. Embora não classificado nas 500 milhas de Indianápolis, serviu como um piloto de revezamento. Ele correu 33 voltas em vez de Phil Pardee, abandonando na volta 60 e em seguida no carro de Jimmy Gleason para 51 voltas, ajudando você a obter o sexto lugar. Em seguida, ele fez quatro corridas como proprietário, alcançando um terceiro lugar. Portanto, ele era o 13º na tabela geral.
Em 1932, ele voltou a correr com o Miller. Ele deixou as 500 milhas de Indianápolis por falha mecânica, depois de ter liderado a 27 voltas. Ele obteve um nono lugar em Detroit e um quinto em Oakland, terminando em 15º no Campeonato também.
O piloto correu nas três datas de AAA em 1933. Nas 500 milhas de Indianápolis, ficou em segundo lugar atrás de Meyer, sem levar uma única volta. O piloto saiu em outras corridasd, mas enfim foi terceiro no campeonato contra Meyer e Lou Moore. Em 1940, ele repetiu a vitória contra o Rex Mays, com 136 voltas lideradas.
Shaw saiu no início das 500 milhas de Indianápolis em 1934 com Stevens. Depois revezou com Lou Moore para 75 voltas, que ficou em terceiro lugar. Por sua vez, ficou em segundo lugar no Mines Field.
Em 1935, Shaw tinha as 500 milhas de Indianápolis com seu próprio carro, chegando em segundo lugar atrás de Kelly Petillo. Ele então correu três corridas com Miller, obtendo um quarto e um oitavo. Portanto, em geral, atrás da Petillo e Bill Cummings foi o terceiro.
Ele participou de quatro corridas da AAA em 1936 com carro próprio. Veio o segunda em Goshen e sétimo em Indianápolis, onde ele caiu em suas outras duas aparições. Com estes resultados, ficou em sexto no campeonato. Também venceu a corrida de Springfield, neste caso com um Miller.
Shaw ganhou o 500 Milhas de Indianápolis de 1937 com o carro dele. Ele liderou a corrida por 131 voltas e resistiu os ataques de Ralph Hepburn nas voltas finais apesar de ter perdido óleo. Ele venceu a corrida apenas de 2,16 segundos à frente, que seria um recorde neste teste até a edição de 1982 durante mais de quatro décadas. Em seguida, foi nono em Copa Vanderbilt com um Maserati, para que ele ganhou o campeonato de AAA contra Ted Horn, Bernd Rosemeyer e Hepburn.
Em 1938, ficou em segundo lugar com seu carro atrás de Floyd Roberts. Em 1939, juntou-se para correr com uma Maserati da equipe Boyle. Ele levou 51 voltas e venceu a corrida contra Jimmy Snyder. Nas 500 Milhas de Indianápolis de 1940 ele bateu Mays, Mauri Rose, depois de liderar 136 voltas. Assim, se tornou o segundo piloto a vencer três vezes e a primeira a vencer em anos consecutivos. Em 1941, ele abandonou quando ele tinha 107 voltas como líder, depois que se retiraram do automobilismo. O piloto se limitou a disputar as 500 milhas de Indianápolis nestes anos. No entanto, foi campeão em 1939 e vice-campeão em 1938 e 1940.

### Resultados nas 500 Milhas de Indianápolis
| Ano   | Carro | Largada | Classificação                          | Rank  | Resultado | Voltas Completadas | Voltas Lideradas | Status             |
| ----- | ----- | ------- | -------------------------------------- | ----- | --------- | ------------------ | ---------------- | ------------------ |
| 1927  | 29    | 19      | 104,465 milhas por hora (168,120 km/h) | 32    | 4         | 200                | 0                | Corrida            |
| 1928  | 1     | 29      | 100,956 milhas por hora (162,473 km/h) | 25    | 25        | 42                 | 0                | Engrenagem         |
| 1930  | 3     | 25      | 106,135 milhas por hora (170,808 km/h) | 5     | 24        | 54                 | 0                | Wrist pin          |
| 1932  | 3     | 22      | 114,326 milhas por hora (183,990 km/h) | 5     | 17        | 157                | 27               | Eixo traseiro      |
| 1933  | 17    | 23      | 115,497 milhas por hora (185,874 km/h) | 12    | 2         | 200                | 0                | Corrida            |
| 1934  | 3     | 2       | 117,647 milhas por hora (189,334 km/h) | 3     | 28        | 15                 | 0                | Perdeu óleo        |
| 1935  | 14    | 20      | 116,854 milhas por hora (188,058 km/h) | 7     | 2         | 200                | 5                | Corrida            |
| 1936  | 3     | 9       | 117,503 milhas por hora (189,103 km/h) | 4     | 7         | 200                | 51               | Corrida            |
| 1937  | 6     | 2       | 122,791 milhas por hora (197,613 km/h) | 4     | 1         | 200                | 131              | Corrida            |
| 1938  | 1     | 7       | 120,987 milhas por hora (194,710 km/h) | 13    | 2         | 200                | 0                | Corrida            |
| 1939  | 2     | 3       | 128,977 milhas por hora (207,568 km/h) | 4     | 1         | 200                | 51               | Corrida            |
| 1940  | 1     | 2       | 127,065 milhas por hora (204,491 km/h) | 2     | 1         | 200                | 136              | Corrida            |
| 1941  | 2     | 3       | 127,836 milhas por hora (205,732 km/h) | 3     | 18        | 151                | 107              | Colisão na curva 1 |
| Total | Total | Total   | Total                                  | Total | Total     | 2019               | 508              |                    |

| Largadas  | 13 |
| Poles     | 0  |
| 1ª fila   | 5  |
| Vitórias  | 3  |
| Top 5     | 7  |
| Top 10    | 8  |
| Abandonos | 5  |